# Paddy Sheridan
Paddy Sheridan, właśc. James Sheridan (ur. 15 maja 1882 w Downpatrick, zm. 1960) – irlandzki piłkarz występujący na pozycji napastnika.
W barwach Evertonu i Stoke rozegrał łącznie 31 spotkań i zdobył pięć bramek w Division One. Zadebiutował w tych rozgrywkach jako zawodnik Evertonu, 20 września 1902 w zremisowanym 1:1 meczu z Wolverhampton Wanderers, a 27 grudnia 1902 w wygranym 3:1 spotkaniu z Boltonem Wanderers zdobył swoją pierwszą bramkę w Division One.
W reprezentacji Irlandii zadebiutował 14 lutego 1903 w przegranym 0:4 meczu British Home Championship z Anglią, a 28 marca 1903 w wygranym 2:0 pojedynku tego samego turnieju z Walią, strzelił swojego pierwszego gola w kadrze. W drużynie narodowej wystąpił sześciokrotnie i zdobył dwie bramki.